# Церковь Тихвинской иконы Божией Матери (Тшлыково)
Церковь Тихвинской иконы Божией Матери  — недействующий православный храм в селе Тшлыково Чернского района Тульской области.
Престолы: Тихвинской иконы Божией Матери.

## История
В 1895 году в селе Тшлыково местным священником Иоанном Андреевичем Исаковским и церковным старостой Иваном Капустиным было начато строительство каменной церкви с главным престолом в честь иконы Тихвинской Божьей Матери. Церковь освящена в 1901 году. Имелся придел в честь Покрова Пресвятой Богородицы. Приход: с. Тшлыково, д. Дерюжкино, д. Корытинка, д. Поляны, д. Нижние Ростоки.
После установления советской власти храм был закрыт. Здание использовалось под колхозный склад. Ремонт и реставрация храма не проводилась. На данный момент храм фактически разрушен.